# Anthony Randolph
Anthony Erwin Randolph Jr. (* 15. Juli 1989 in Würzburg, Deutschland) ist ein ehemaliger US-amerikanischer Basketballspieler mit slowenischer Staatsangehörigkeit, der zuletzt beim spanischen Verein Real Madrid auf der Position des Power Forward spielte. Er wurde 2017 mit Slowenien Europameister.

## Karriere
Randolph wurde als Sohn von in Deutschland stationierten amerikanischen Soldaten in Würzburg geboren. Nach einem Jahr zog seine Familie nach Kalifornien in die Vereinigten Staaten zurück. Nach seiner Highschool-Zeit in Dallas spielte er ein Jahr an der Louisiana State University. Beim NBA-Draft 2008 wurde er von den Golden State Warriors an 14. Stelle ausgewählt. Er war während der Saison 2008/09 der jüngste Spieler der NBA. Er spielte eine überzeugende Rookiesaison und erzielte in 63 Spielen im Mittel 7,9 Punkte und 5,8 Rebounds, in 22 Spielen stand er in der Anfangsaufstellung. Im Jahr darauf verbesserte er seine Mittelwerte auf 11,6 Punkte, 6,3 Rebounds und 1,5 Blocks pro Spiel, absolvierte jedoch aufgrund einer Verletzung nur 33 Spiele.
Im Sommer 2010 wurde er mit Kelenna Azubuike und Ronny Turiaf für David Lee zu den New York Knicks getauscht. Bei den Knicks blieb er nur ein halbes Jahr, ehe er im Rahmen eines Carmelo-Anthony-Transfers an die Minnesota Timberwolves abgegeben wurde. Bei diesen blieb er jedoch nur bis Sommer, ehe er bei den Denver Nuggets einen neuen Vertrag unterschrieb. Bei den Nuggets konnte er nie die in ihn gesteckten Erwartungen erfüllen. Er brachte es in zwei Jahren auf 82 Einsätze und erzielte dabei 4,3 Punkte und 2,6 Rebounds im Schnitt. Am 26. Juni 2014 wurde er zunächst zu den Chicago Bulls geschickt und wenige Tage später an die Orlando Magic weitergereicht. Kurz danach wurde er von den Magic entlassen.
Am 18. August 2014 unterschrieb Randolph einen Vertrag beim russischen Klub Lokomotive Kuban. Dort stieg er an der Seite seines Landsmannes Malcolm Delaney zu einem tragenden Spieler auf und führte seine Mannschaft in der Saison 2015/16 überraschend bis ins Final-Four der Euroleague. Er selbst brachte es im internationalen Bewerb auf durchschnittlich 14,5 Punkte und 6 Rebounds pro Spiel. Nach zwei Jahren in Russland wechselte Randolph im Juli 2016 in die spanische Liga ACB, zu Real Madrid. Mit der Mannschaft gewann er mehrere Titel, darunter 2018 und 2023 die Euroleague sowie 2018, 2019 und 2022 die spanische Meisterschaft.
Am 13. Dezember 2024 erklärte der 35-jährige Randolph seinen Rücktritt vom aktiven Basketballsport.

### Nationalmannschaft
Randolph wurde im Juni 2017 in das Aufgebot der Nationalmannschaft Sloweniens aufgenommen. Mit dieser gewann er die Basketball-Europameisterschaft 2017. Zu dem Erfolg trug er in neun EM-Spielen im Durchschnitt 11,7 Punkte sowie 5,2 Rebounds bei.

## Erfolge und Ehrungen
- Europameister: 2017
- Euroleague-Sieger: 2018, 2023
- Spanischer Meister: 2018, 2019, 2022
- Spanischer Pokalsieger: 2017, 2020
- Spanischer Supercupsieger: 2018, 2019, 2020, 2021, 2022
- All Euroleague Second Team: 2015/16
- All Eurocup Second Team: 2014/15